# El guardaespaldas
El guardaespaldas (título original: The Bodyguard) es una película estadounidense de romance y suspense estrenada en 1992, dirigida por Mick Jackson y protagonizada por Kevin Costner y Whitney Houston. La historia gira en torno a un exagente del Servicio Secreto contratado para proteger a una famosa cantante que recibe amenazas de muerte. La película combina elementos de drama, romance y thriller, y es especialmente conocida por su banda sonora, incluyendo el éxito mundial “I Will Always Love You”.

## Argumento
El guardaespaldas Frank Farmer (Kevin Costner) fue agente del Servicio Secreto de los Estados Unidos y en una época protegió a presidentes norteamericanos como Ronald Reagan. Durante el atentado contra el presidente Reagan, Frank no estaba en sus funciones debido a la muerte de su madre. Como consecuencia, Frank quedó con remordimientos por no haber sido capaz de impedir el ataque y decidió dejar el Servicio Secreto convirtiéndose en un guardaespaldas a sueldo. Devaney (Bill Cobbs) lo contrata para proteger a la actriz y cantante Rachel Marron (Whitney Houston). Ella está recibiendo amenazas de muerte por parte de un asesino anónimo. Farmer organiza toda la seguridad en su mansión; sin embargo Rachel, con actitud arrogante e imprudente, lo contradice en varias ocasiones, haciéndose notar entre ellos una gran barrera al ser Farmer una persona disciplinada y profesional, mientras que Rachel, debido a su glamurosa vida, se siente segura y dominante. Además, Farmer debe soportar los rechazos de Sy y Tony, otros colaboradores de ella, que consideran a Farmer un paranoico.
A pesar de esto, la mutua atracción que sienten desemboca en una relación íntima. Sin embargo, después de esto Farmer no queriendo mezclar su trabajo con el placer rompe con Rachel y ella se enfada severamente con él. Una vez en Miami, donde Rachel va a presentar un concierto a beneficencia contra el sida, Farmer se encuentra con un excompañero, Greg Portman (Tomas Arana), de quien empieza a sospechar. Éste intenta seducir a Rachel pero ella no acepta acostarse con él. Ahí mismo Rachel recibe otra amenaza telefónica y la misma ocasiona que ella por fin acepte colaborar con su guardaespaldas que, a esas alturas, más que por trabajo la protege por amor. 
Farmer lleva a Rachel, su hermana Nicky y su hijo de ocho años Fletcher, así como a su chofer a una cabaña en las afueras de la ciudad; sin embargo, un intento de atentado en una lancha casi mata a Fletcher, tras lo cual descubren que han sido atrapados e incomunicados en la cabaña, por lo que no podrán escapar hasta el otro día. Esa noche, sintiéndose culpable porque Fletcher casi muere, Nicky le confiesa a Farmer que la envidia que siente por su hermana la llevó a contratar anónimamente a un asesino pagándole por adelantado para llevar a cabo todos los intentos necesarios hasta matarla. Sin embargo, esto no impide que el asesino ataque esa noche y asesine a Nicky, ignorando que es su contratante, para después verse obligado a escapar de Farmer. Tras el ataque, regresan a Los Ángeles para el funeral de Nicky, donde Rachel también se prepara para la entrega de los Premios Óscar al haber sido nominada a mejor actriz, aunque todos son conscientes que el asesino aprovechará la ocasión.
Al llegar a la entrega de los premios de la Academia, Farmer se encuentra de nuevo con Greg Portman, descubriendo que es el asesino contratado por Nicky para asesinar a Rachel. Cuando es proclamada como ganadora y sube al escenario a dar su discurso, aprovecha Portman ese momento para completar su misión camuflando su arma con mira infrarroja en una videocámara. Farmer se da cuenta y él mismo se interpone delante de Rachel; como consecuencia de ello, el impacto de bala lo recibe Farmer quedando inconsciente, no sin antes matar a Portman con sus últimas fuerzas. 
En la última escena, se aprecia a Rachel subiendo a un avión pero no antes de despedirse de Farmer, diciéndole un "Adiós, para siempre adiós". Ahí comienza a escucharse la exitosa canción romántica I Will Always Love You de la banda sonora de la película. Rachel baja del avión hacia los brazos de Farmer y ambos se besan apasionadamente. 
Tiempo después se aprecia a Frank, ya recuperado de sus heridas, en una reunión política y ahí mismo él de nuevo en su trabajo del Servicio Secreto, ahora protegiendo a un congresista.

## Reparto
- Whitney Houston como Rachel Marron.
- Kevin Costner como Frank Farmer.
- Gary Kemp como Sy Spector.
- Bill Cobbs como Bill Devaney.
- Ralph Waite como Herb Farmer.
- Tomas Arana como Greg Portman.
- Michele Lamar Richards como Nikki Marron.
- Mike Starr como Tony.
- Christopher Birt como Henry.
- DeVaughn Nixon como Fletcher Marron.
- Gerry Bamman como Ray Court.
- Richard Schiff como Skip Thomas.
- Nathaniel Parker como Clive Healy.
- Debbie Reynolds como Ella Misma.
- Rollin Jarrett como Reportero.
- Robert Wuhl como Anfitrión de los Oscar.
- David Foster como Oscar conductor.
- Towanna King como Asistente de Rachel.

## Producción

### Pre-producción
La historia fue escrita originalmente por Lawrence Kasdan a fines de los 60, y estimaba que fuese protagonizada por Steve McQueen y la cantante Diana Ross. Sin embargo tuvieron que pasar casi 20 años para que Kevin Costner la "rescatara" y finalmente fuese producida y protagonizada por el mismo Costner y Whitney Houston.

### Rodaje
La película fue rodada en diversas localizaciones de Estados Unidos, principalmente en la ciudad de Los Ángeles, California. Entre las principales locaciones destacan:
- Los Ángeles, California: incluyendo escenas en lujosas residencias, calles urbanas y hoteles emblemáticos.
- Beverly Hills
- Staples Center: Se rodaron secuencias en este conocido recinto deportivo y de entretenimiento, utilizado para representar conciertos y eventos en la película.
- Aeropuerto Internacional de Los Ángeles (LAX)

### Banda sonora original
La versión de la canción I Will Always Love You (la versión original es interpretada por Dolly Parton en 1974) se convirtió en la banda sonora más vendida de todos los tiempos. Con certificado de Diamante en los Estados Unidos Logró (ventas superiores a los diez millones de copias) con los traslados de más de 21 millones de copias. A nivel mundial, las ventas están en un notable 48 millones de copias. Además, Houston con la canción I Will Always Love You vendió 19 millones de unidades en todo el mundo.

## Recepción
Tras su estreno, el guardaespaldas recibió una calificación de 39% en Rotten Tomatoes, y recibió 6 nominaciones a los premios Razzies. A pesar de la recepción crítica mixta, la película fue un gran éxito comercial, recaudando más de 410 millones dólares en todo el mundo y, a la vez, convirtiéndose en uno de los 100 mejores de mayor recaudación de las películas en la historia del cine. Dos canciones de la película, «Run to You» y «I Have Nothing», fueron nominadas al Óscar a la Mejor Canción Original.

## Fechas de estreno mundial
| País                                                                          | Fecha de estreno                  |
| ----------------------------------------------------------------------------- | --------------------------------- |
| Alemania                                                                      | Jueves 7 de enero de 1993         |
| Argentina                                                                     | Jueves 11 de febrero de 1993      |
| Australia                                                                     | Jueves 14 de enero de 1993        |
| Austria                                                                       | Viernes 8 de enero de 1993        |
| Bélgica                                                                       | Miércoles 9 de diciembre de 1992  |
| Belice · Costa Rica · El Salvador · Guatemala · Honduras · Nicaragua · Panamá | Viernes 15 de enero de 1993       |
| Bolivia                                                                       | Martes 2 de febrero de 1993       |
| Brasil                                                                        | Viernes 15 de enero de 1993       |
| Bulgaria                                                                      | Viernes 19 de marzo de 1993       |
| Chile                                                                         | Jueves 14 de enero de 1993        |
| Colombia                                                                      | Jueves 21 de enero de 1993        |
| Corea del Sur                                                                 | Sábado 5 de diciembre de 1992     |
| Croacia                                                                       | Jueves 20 de mayo de 1993         |
| Dinamarca                                                                     | Viernes 15 de enero de 1993       |
| Egipto                                                                        | Lunes 26 de julio de 1993         |
| Eslovenia                                                                     | Jueves 15 de abril de 1993        |
| España                                                                        | Viernes 18 de diciembre de 1992   |
| Estados Unidos · Canadá                                                       | Miércoles 25 de noviembre de 1992 |
| Filipinas                                                                     | Miércoles 27 de enero de 1993     |
| Finlandia                                                                     | Viernes 18 de diciembre de 1992   |
| Francia                                                                       | Miércoles 9 de diciembre de 1992  |

| País                         | Fecha de estreno                |
| ---------------------------- | ------------------------------- |
| Grecia                       | Jueves 31 de diciembre de 1992  |
| Hong Kong                    | Jueves 24 de diciembre de 1992  |
| Hungría                      | Jueves 8 de abril de 1993       |
| India                        | Viernes 11 de junio de 1993     |
| Indonesia                    | Martes 12 de enero de 1993      |
| Israel                       | Viernes 18 de diciembre de 1992 |
| Italia                       | Viernes 18 de diciembre de 1992 |
| Japón                        | Sábado 19 de diciembre de 1992  |
| Malasia                      | Jueves 17 de diciembre de 1992  |
| México                       | Viernes 19 de febrero de 1993   |
| Noruega                      | Jueves 28 de enero de 1993      |
| Nueva Zelanda                | Viernes 12 de febrero de 1993   |
| Países Bajos                 | Jueves 10 de diciembre de 1992  |
| Perú                         | Jueves 4 de febrero de 1993     |
| Polonia                      | Viernes 21 de mayo de 1993      |
| Portugal                     | Viernes 22 de enero de 1993     |
| Puerto Rico                  | Jueves 17 de diciembre de 1992  |
| Reino Unido Irlanda          | Sábado 26 de diciembre de 1992  |
| República Checa · Eslovaquia | Jueves 11 de marzo de 1993      |
| Rumania                      | Viernes 23 de abril de 1993     |
| Singapur                     | Jueves 17 de diciembre de 1992  |
| Sudáfrica                    | Viernes 18 de diciembre de 1992 |
| Suecia                       | Viernes 18 de diciembre de 1992 |
| Suiza                        | Viernes 8 de enero de 1993      |
| Tailandia                    | Sábado 16 de enero de 1993      |
| Taiwán                       | Sábado 30 de enero de 1993      |
| Turquía                      | Viernes 15 de enero de 1993     |
| Uruguay                      | Viernes 5 de febrero de 1993    |
| Venezuela                    | Miércoles 20 de enero de 1993   |

## Premios
Fue nominada dos veces para un Oscar a La mejor canción original por «I Have Nothing» y «Run to You». La banda sonora también fue nominada para cuatro Premios Grammy, ganando tres, incluyendo el álbum del año por su álbum del mismo nombre. La película fue nominada para varios MTV Movie Awards, un Image Award, BMI film & TV Award, un Golden Screen Award en Alemania y un Premio de la Academia Japonesa.